# Фризька мова

Карта розповсюдження фризьких мов.

Фри́зька мо́ва — одна з германських мов, рідна мова фризів. Поширена в нідерландській провінції Фрисландія. Кількість мовців доходить до півмільйона людей. Крім того, нею говорять у Німеччині, зокрема у Нижній Саксонії та у Шлезвігу, включаючи Фризькі острови та острів Гельголанд. Мова функціонує здебільшого в усному мовленні.
Розрізняють західний (у Фрисландії), східний (у Затерланді — Нижня Саксонія) та північний (у Шлезвігу) діалекти, які можна вважати окремими мовами.

## Будова мови
Фонетику характеризує багатий набір голосних, наприклад фризька має 26 дифтонгів та 6 трифтонгів, а також носові голосні. Літера g позначає два звуки: на початку слова [g], а в середині слова — [γ]. Подібно до англійської мови, у фризькій [n] випав у певних позиціях (порівняймо фриз. fiif «п'ять» при англ. five, але нім. fünf). [g] у певних позиціях перетворилося на [j], як в англійській (порівняймо фриз. juster «вчора» при англ. yester(day), але нім. gestern). [k] на початку слова змінилося на африкату, подібно до того, як це сталося в англійській (порівняймо фриз. tsiis «сир» при англ. cheese, але нім. Käse). [r] у певних позиціях у вимові випав, але зберігся на письмі (фриз. hert «серце» [hεt]).
Граматика характеризується тим, що іменник має два роди — спільний та середній, відміна майже втрачена; серед дієслів є сильні та слабкі.

## Статус
У Нижній Саксонії фризька мова офіційно визнана та захищена як мова меншини, а у Нідерландах фризька мова набула статусу офіційної (поряд із нідерландською).

## Історія
У ранньому середньовіччі фризькомовні землі тягнулися від сучасного Брюгге (Бельгія) до річки Везер у північній Німеччині.
Фризька мова — це найближча родичка англійської (окрім шотландської), але 500 років впливу нідерландської мови на фризьку з одного боку, а французький вплив на англійську мову з іншого боку, призвели до того, що вона зараз поділяє більше подібних рис із нідерландською, аніж з англійською.
Утім, давня фризька мова була дуже схожа на давню англійську. Ця подібність посилилася зі зсувом звуків, який був притаманний лише фризькій та англійській, і не торкнувся нідерландської або німецької.
Хоча до XV століття фризька мова широко застосовувалася у мовленні й на письмі, з початком XVI століття письмова мова стала занепадати, а усну мову в містах почала витискати нідерландська мова. Фактично, фризька тепер звучала тільки в сільській місцевості. Це сталося через панування герцога Альберта Саксонського, який увів офіційною мовою нідерландську.
З того часу фризька мова перебувала в пригніченому стані аж до XIX століття, коли з'явилося ціле покоління фризькомовних поетів та письменників. З того часу фризька мова стала потроху розвиватися. Але й у наш час фризька мова перебуває в небезпеці зникнення, оскільки діти фризькомовних батьків зазвичай переходять на поширенішу нідерландську мову. Фактично не існує фризів, які б не говорили нідерландською, тож фризька зведена фактично до мови «домашнього вжитку». Вона й досі вважається «сільською» мовою, а тому, відповідно — непрестижною. Великий відсоток носіїв фризької мови не вміють правильно писати своєю мовою (через складні правила орфографії), тож на письмі вони віддають перевагу нідерландській.

## Приклад
«Заповіт» Т. Г. Шевченка фризькою мовою: (переклад Фреарка Дама)
| TESTAMIN As ’k dea gean, wol ik rêste: In Oekraine's grûn, Ta grêf syn heechste hichte, Syn wide steppe yn ’t rûn. Dat ik it djoere eachweid: Fan fierten ha en ’t fjild: En hoe't de klingen rize: En hoe't de Dnjepr tilt. ’k Sil hearre, hoe't syn weagen: Beare fan need en noed; Mar inkel as syn streamen: Weifiere fijâns bloed: Nei see ta en foar jimmer — : Dan sil ’k foar altyd gean: En lit myn lân benefter: Om stil foar God te stean: En einlings him te tankjen — : Net earder, as myn lân: Oereinriist en tegnjiddet: Foar jimmer beage en bân: En libje sil as mienskip, Yn wierheid ien en frij. Tink dan, yn frijdoms namme, Ek dimmen noch oan my! (Джерело: Т. Г. Шевченко, Заповіт мовами народів світу, К., «Наукова думка», 1989) |